# 7081 Ludibunda
7081 Ludibunda eller 1987 QF7 är en asteroid i huvudbältet som upptäcktes den 30 augusti 1987 av den Schweiziska astronomen Paul Wild vid Observatorium Zimmerwald. Den har fått sitt namn efter det latinska ordet för Lekfullt.
Asteroiden har en diameter på ungefär 10 kilometer.